# Clanis bilineata
Clanis bilineata is een vlinder uit de familie van de pijlstaarten (Sphingidae). De wetenschappelijke naam van de soort werd in 1866 gepubliceerd door Francis Walker.

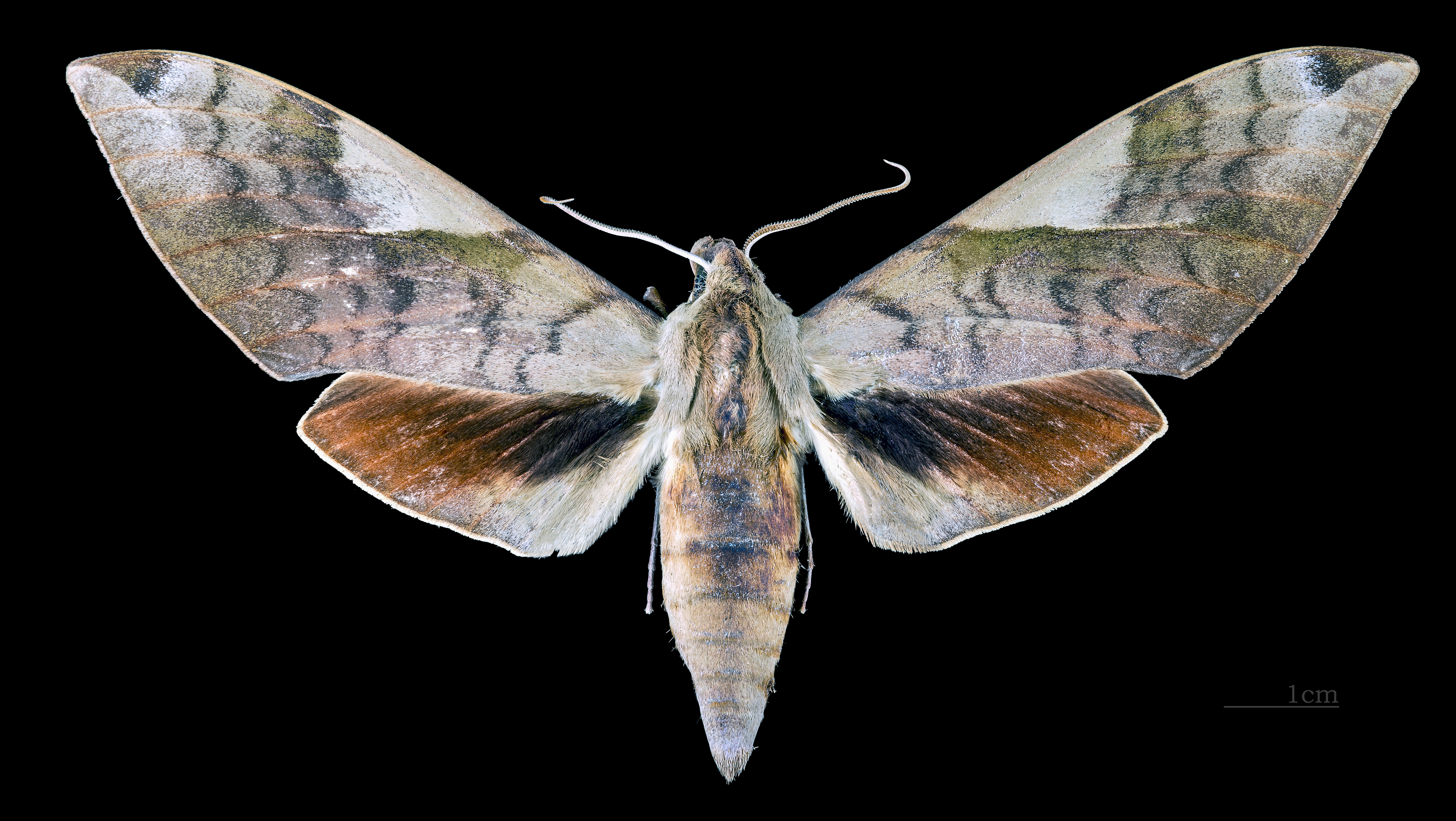
Clanis bilineata bilineata ♂
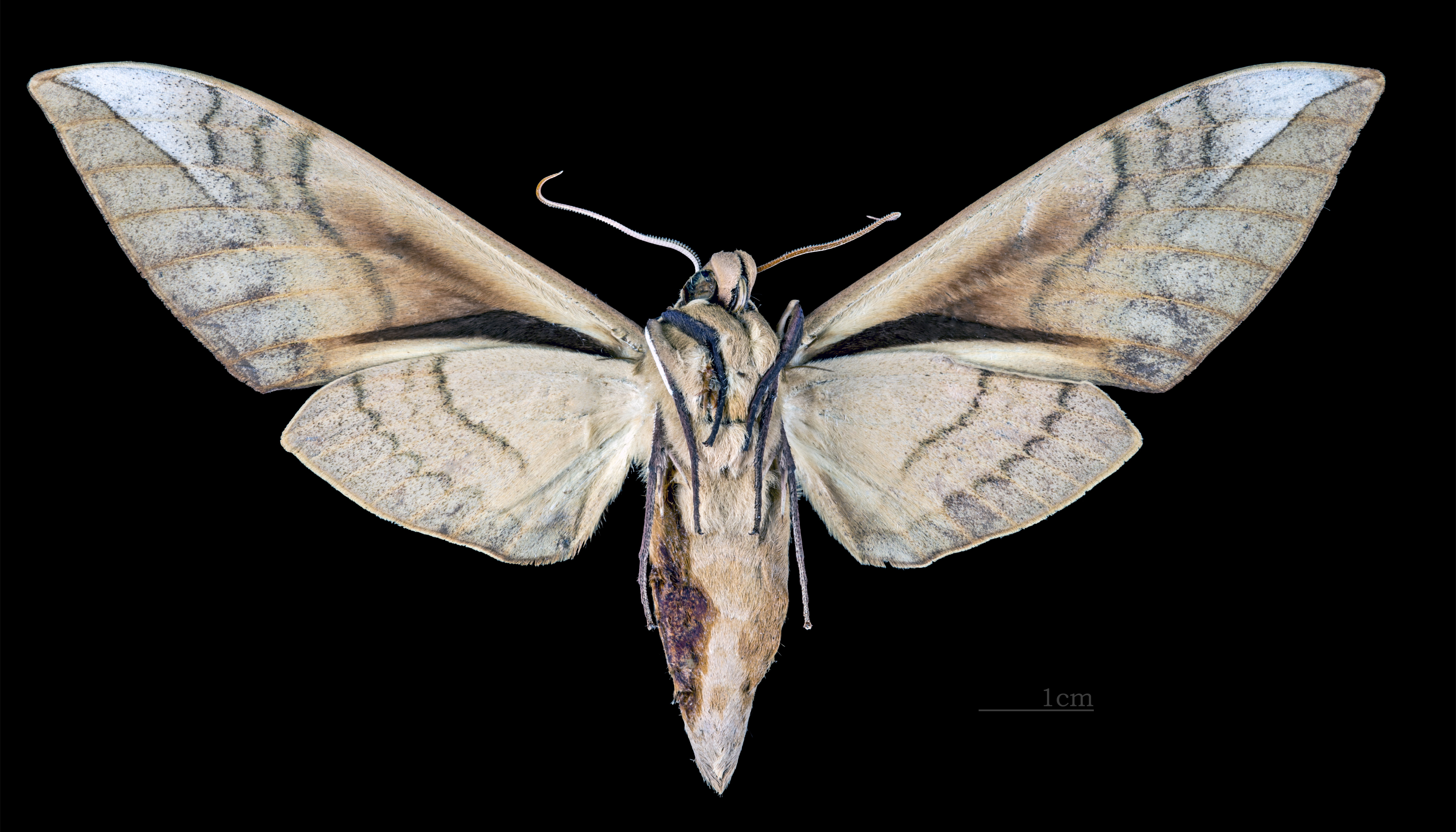
Clanis bilineata bilineata ♂  △
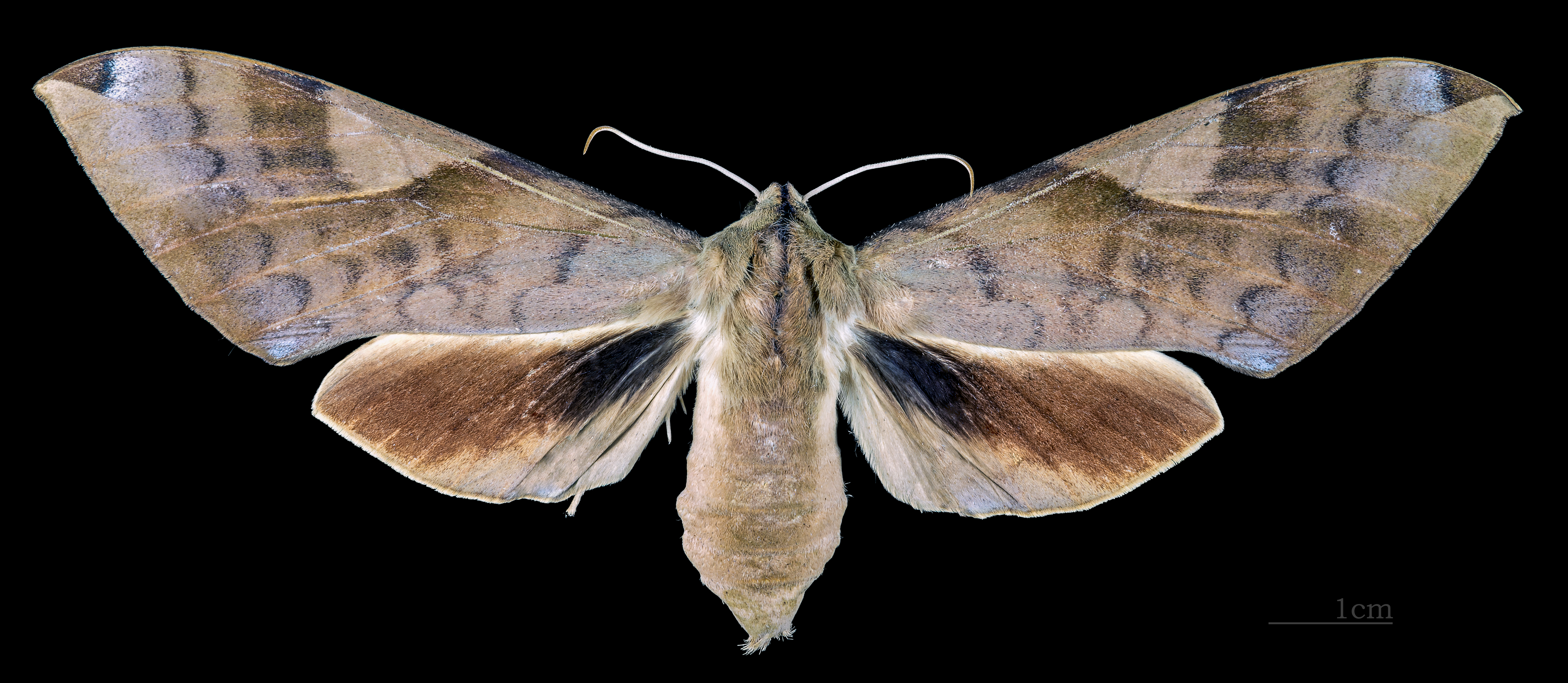
Clanis bilineata bilineata ♀
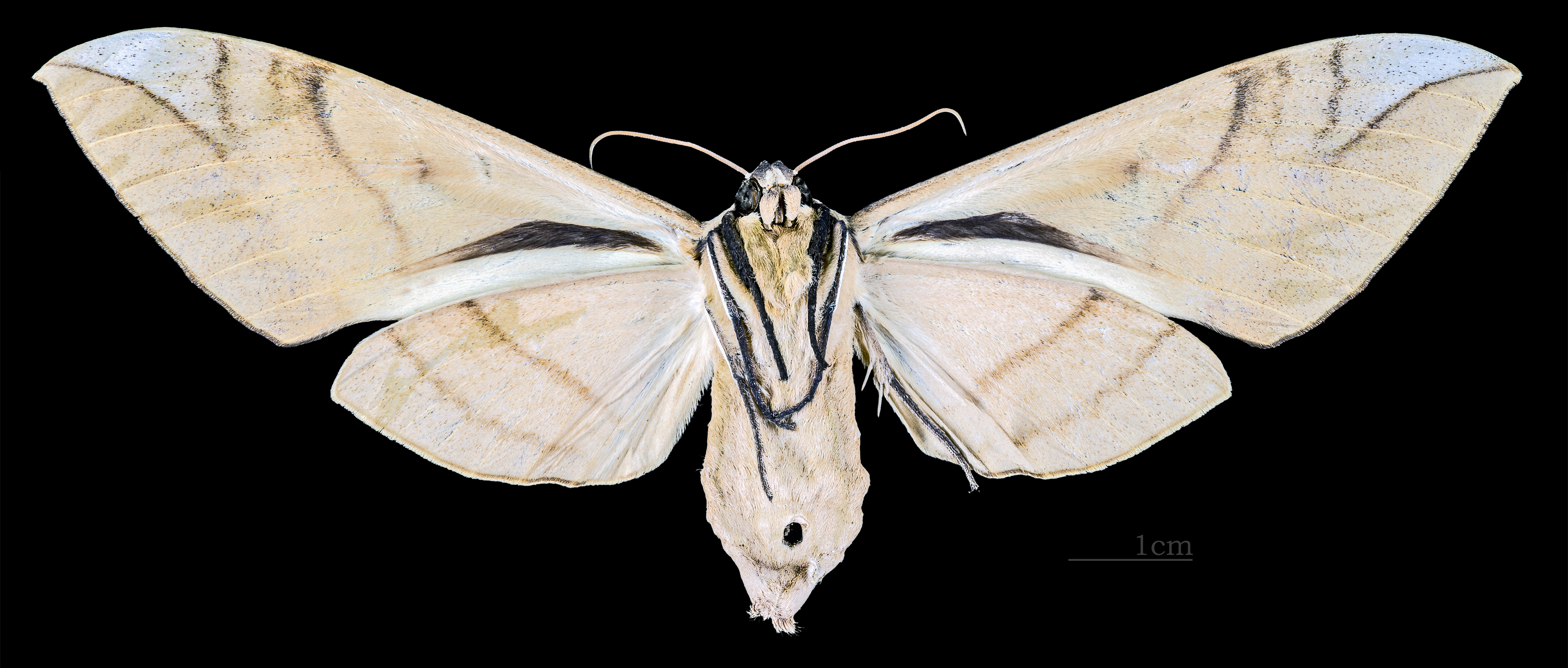
Clanis bilineata bilineata ♀  △